# Ґордон Карпентер
Ґордон Карпентер (англ. Gordon Carpenter, 24 вересня 1919 — 8 березня 1988) — американський баскетболіст і спортсмен.
Олімпійський чемпіон 1948 року.